# Distretto di Nagykőrös
Il distretto di Nagykőrös (in ungherese Nagykőrösi járás) è un distretto dell'Ungheria, situato nella provincia di Pest.